# Peter Hart Burian
Peter Hart Burian (* 18. Juli 1943 in Hanover) ist ein US-amerikanischer Klassischer Philologe.

## Leben
Als Absolvent der University High School in Iowa City erwarb er 1964 den Bachelor of Arts an der University of Michigan, 1968 den Master of Arts und 1971 den Doctor of Philosophy an der Princeton University. Seine wissenschaftliche Karriere verbrachte er an der Duke University, wo er von 1968 bis 1971 als Instructor, von 1971 bis 1977 als Assistenzprofessor, von 1977 bis 1996 als außerordentlicher Professor, von 1996 bis 2013 als Professor für Klassische und Vergleichende Literaturwissenschaft und Professor für Theaterwissenschaft und von 2013 bis 2015 als Forschungsprofessor tätig war.
Burian arbeitet zur griechischen Tragödie, vor allem zu Aischylos und Euripides.

## Schriften (Auswahl)
- Suppliant drama. Studies in the form and interpretation of five Greek tragedies. Ann Arbor 1982, OCLC 638533592.
- als Herausgeber: Directions in Euripidean criticism. A collection of essays. Durham 1985, ISBN 0-8223-0610-7.
- Aeschylus: The suppliants. Princeton 1991, ISBN 0-691-06867-4.
- mit Alan Richard Shapiro: Aeschylus: The Oresteia. Oxford 2003, ISBN 0-19-515487-8.